# Myzyniwka
Myzyniwka (ukr. Мизинівка) – wieś na Ukrainie, w obwodzie czerkaskim, w rejonie zwinogródzkim, w hromadzie Wodianyky. W 2001 liczyła 310 mieszkańców, spośród których 309 wskazało jako ojczysty język ukraiński, a 1 rosyjski.